# Cosimo Rosselli
Cosimo di Lorenzo Filippi Rosselli (født 1439 i Firenze, død 1507 sammesteds) var en italiensk maler.
Rosselli var først elev af den ubetydelige maler Neri di Bicci, arbejdede derefter i Benozzo Gozzolis atelier.  Ganske uselvstændig som Rosselli var, afspejler hans i opfattelse og  udførelse lige nøgterne værker kun de skiftende forbilleder, først hans  læreres, senere Domenico Venezianos og Domenico Ghirlandaios. Som Rossellis bedste arbejder gælder den store fresko:  Processionen med den undergørende kalk (1486) i S. Ambrogio, Firenze;  sammesteds findes hans alterbillede med Marias himmelfart, andre værker i  Annunziata, i S. Spirito (Tronende Madonna), i akademiet (den hellige  Barbaras Apoteose), i Uffizi og i S. M. Maddalena de’ Pazzi (Marias kroning). Mellem 1480 og 1484 var Rosselli i Rom, hvor han sammen med Botticelli, Ghirlandajo, Pietro Perugino, Luca Signorelli og Pinturicchio deltog i udsmykningen af Det Sixtinske Kapel med fresker fremstillende scener af Moses og Kristi liv. Af de 12 derhen hørende arbejder udførte Rosselli (og hans elever) de tre: Det ret monumentale: Kristi Bjergprædiken, Nadveren og Lovgivningen på Sinai tillige med israelitternes tilbedelse af Guldkalven.